# Jake Ball
Jake David Ball (Ascot, 21 giugno 1991) è un rugbista a 15 britannico, internazionale per il Galles, che gioca nel ruolo di seconda linea con gli Scarlets nel Pro14.

## Biografia
Nato ad Ascot, in Inghilterra, Ball si trasferì con la sua famiglia in Australia all'età di 16 anni determinato a diventare un giocatore di cricket. Ben presto decise però di dedicarsi definitivamente al rugby, cominciandosi ad allenare con il Western Force.
Attratto dalla possibilità di diventare un internazionale gallese, grazie alle origini del padre, nel 2012 tornò in Gran Bretagna firmando da professionista con gli Scarlets. Due anni più tardi, in occasione del Sei Nazioni 2014, fece il suo debutto con il Galles affrontando l'8 febbraio l'Irlanda a Lansdowne Road. In seguito venne selezionato anche per disputare la Coppa del Mondo di rugby 2015.

## Palmarès
- Pro12: 1
Scarlets: 2016-17